# 東本梅村
東本梅村（ひがしほんめむら）は、京都府船井郡にあった村。現在の亀岡市東本梅町各町、南丹市園部町若森・園部町南大谷にあたる。

## 地理
- 山岳：半国山
- 河川：本梅川

## 歴史
- 1889年（明治22年）4月1日 - 町村制の施行により、南大谷村・若森村・赤熊村・大内村・中野村・松熊村の区域をもって発足。
- 1956年（昭和31年）9月30日 - 亀岡市に編入。同日東本梅村廃止。
- 1958年（昭和33年）4月1日 - 亀岡市のうち旧村域の一部（東本梅町若森字坂土・飛ノ木・向町・高室・室奥・泉水・三田・大橋・高橋・畑川・前町・後町・庄気谷・久保田・松田・門前町・唐臼・刈畑・谷、東本梅町南大谷字谷田・宮ノ後・鳥垣内・畑川・宮ノ前・奥垣内・柳ケ坪・西茶屋・安長・寺ノ下・野口・向イ垣内・梶ケタハ・平林・新林・寒谷・向井垣内および外鳥居の一部）が園部町に編入。